# Letlands Museum for Udenlandsk Kunst
Rigas børs (på lettisk: Mākslas muzejs RĪGAS BIRŽA eller Letlands Museum for Udenlandsk Kunst) er et museum i Riga, Letland og en del af Letlands Nationale Kunstmuseum.
Det er etableret i 1920 og indeholder landets største samling af ikke-lettisk kunst daterende fra kunst fra 5000 f.Kr. og op til i dag. Selve bygningen er opført i 1852-1856 og er tegnet af arkitekten Harald Julius von Bosse.

## Bygning
I den første halvdel af det 19. århundrede udviklede Riga sig hastigt som handelscentrum. Byens købmænd etablerede samtidigt deres egen fælles organisation, Børskomiteen, med hovedsæde i byens rådhus. I 1847 blev det besluttet at overlade hele bygningen til byens egne institutioner og i stedet opføre en ny bygning med plads til byens laug, børskomiteen og et teater.
Husets facade er udført i terracotta med diverse former for dekorationer og indsatte skulpturer af allegoristisk karakter – denne del af projektet under ledelse af den danske billedhugger David Jensen. Den færdigtbyggede børs blev indviet 26. maj 1856 under overværelse af den russiske zar Alexander II.
Den 24. januar 1980 opstod en brand i de øvre udstillingsrum i bygningen. Den efterfølgende renovering varede frem til 1982. Flere steder på museet kan man derfor stadig i dag se enkelte spor af branden.

## Samling
Museets samling af udenlandsk kunst består af en sammenlægning af flere private samlinger primært i det 19. og 20. århundrede.
Den første private samling der blev overdraget Rigas bystyre var fra Nikolaus von Himsel (1729-1764). Han var tyskbaltisk læge, der havde samlet mange orientalske kunstværker med henblik på at lave et ’’wunderkammer’’. Herefter fulgte en større donation fra Domenico de' Robbiani (1793-1889), en italiensk købmand bosat i Riga, der inkluderede kunstværker fra Holland, Tyskland og Frankrig.
Dertil kom samlinger fra Reinhold Schilling (1819-1888) (30 malerier) og Kerkovius (26 værker). Den største enkeltgave til museet er Friedrich Wilhelm Brederlos samling (1779-1862). Han donerede 201 malerier, hvoraf 70 er af nederlandsk oprindelse.